# Ariel (nombre)
Ariel (en cananeo, 𐤀𐤓𐤉𐤀𐤋; en hebreo, אריאל Ary'Ēl ; en griego, Άριὴλ Ariel) es originalmente un nombre teofórico hebreo de pila de varón. Especialmente en países anglófonos Ariel viene a ser también un nombre femenino. Su variante femenina es Ariela, Ariella, y en francés Arielle. También en España, por influencia de la cultura anglosajona, Ariel puede ser un nombre femenino. De la Biblia se toma su etimología y significado, por lo tanto tiene una connotación religiosa y tradicionalista.

## Etimología y significado
AryĒl fue un nombre que aludía originalmente al dios supremo cananeo Ēl. El nombre Ēl prevaleció en el judaísmo porque se aplicó como título a Yahveh, quedando Ēl Yahveh, y generalmente se traduce como poderoso o Dios. Mientras "Ary" es el resultado con la anexión Aryah (אריה león) metafóra para referirse a los héroes (ya sean personas o lugares) llamados así para resaltar su valentía y lucha, por lo que también se podría traducir como "gigante". Otra opción es que "Ary" es la conjugación de Awr (אור fogón/luz) con el sufijo Ēl, esto desenlazó en (AwryĒl אוריאל) "Uriel", mientras AryĒl sería una variante corta con el mismo significado.
2 Samuel 23:20 menciona que un hombre destacado del Rey David (Benaías) mató a dos AriĒl de Moab «los mejores hombres de Moab», y que otro día mientras nevaba mató a un león «guerrero valiente/gigante» que estaba atrincherado.
Tras varios asedios, el León de Judá se volvió el símbolo del Reino de Judá, y posteriormente en el Libro de Isaías "Ariel" fue seudónimo para Jerusalén y el Gran Templo, por lo que aparentemente Ariel significaría "hogar de Ēl [Yahweh]". Sin embargo, el rollo 1Qisa (que contienen los 66 capítulos de la del libro de Isaías) AriĒl se encuentra como ‘Wrw’Ēl (Uru’Ēl) y se ha explicado como ‘Lugar del altar de los holocaustos’, por lo tanto, Isaías se refería originalmente solo al altar “hoguera/fogón de Ēl”, pero luego se extendió a todo el Templo y a la ciudad (o una parte de ella). El Libro de Ezequiel menciona; el AriĒl «altar del templo» tenía doce codos de largo, y doce de ancho.
En 1998, el estudioso, Anson Rainey, tradujo una controvertida frase de dos palabras en la línea 12 de la Estela de Mesa, 𐤀𐤓𐤀𐤋 𐤃𐤅𐤃𐤄 (AriĒl David aH) como "su davídico fuego del altar"; De allí Israel tomé el altar de Davidah y lo llevé ante Quemos. Sin embargo, Davidah podría indicar el nombre de una familia gobernante local y no una referencia del rey David.
Ariel fue parte de la cultura cananea para referirse al altar o a los guerreros enviados del Rey, que a su vez tenían aprobación divina. Por lo que en la cultura judeocristiana recibe dualidad; los Ariel a favor de Judá y los Ariel en contra de Judá, eso dio como resultado Ariel ángel y Ariel demonio. En todo el Tanaj (Antiguo Testamento) no hay mención de algún ángel llamado Ariel o su forma más cercana Uriel, pero sí en el misticismo y los apócrifos judíos y cristianos.
Según el ocultista alemán Cornelius Agrippa (1486-1535): "Ariel es el nombre de un ángel, a veces también de un demonio, y de una ciudad, de ahí el nombre de Ariopolis, donde se adora al ídolo".

## Variantes
Masculino: Ariel.
Femenino: Ariela y Ariel.

### Variantes en otros idiomas
| Variantes en otras lenguas | Variantes en otras lenguas |
| -------------------------- | -------------------------- |
| Español                    | Ariel                      |
| Alemán                     | Ariel                      |
| Aragonés                   | Ariel                      |
| Asturiano                  | Ariel                      |
| Búlgaro                    | Ариел (Ariel)              |
| Catalán                    | Ariel                      |
| Checo                      | Ariel                      |
| Danés                      | Ariel                      |
| Eslovaco                   | Ariel                      |
| Esloveno                   | Ariel                      |
| Finlandés                  | Ariel                      |
| Francés                    | Ariel                      |
| Galés                      | Ariel                      |
| Gallego                    | Ariel                      |
| Griego                     | Αριέλ (Ariél)              |
| Hebreo                     | אֲרִיאֵל (Ariel)              |
| Inglés                     | Ariel                      |
| Italiano                   | Ariele                     |
| Latín                      | Ariel                      |
| Lituano                    | Arielis                    |
| Neerlandés                 | Ariël                      |
| Noruego                    | Ariel                      |
| Polaco                     | Ariel                      |
| Portugués                  | Ariel                      |
| Rumano                     | Ariel                      |
| Ruso                       | Ариэль (Ariel')            |
| Sueco                      | Ariel                      |
| Telugu                     | Ariel                      |
| Ucraniano                  | Аріель (Ariel')            |

## Santoral católico
1 de octubre: Ariel.